# Frontera entre la República Democràtica del Congo i la República Centreafricana
La frontera entre la República Democràtica del Congo i la República Centreafricana és la línia fronterera de 1.577 kilòmetres, en sentit oest-est, que separa la República Centreafricana de República Democràtica del Congo a l'Àfrica oriental. Es tracta d'una frontera fluvial constituïda pels rius Ubangui i Mbomou.
La frontera comença en l'oest, en el punt on es toca el trifini de la República del Congo, la República Centreafricana i la República Democràtica del Congo, després la frontera continua al nord i est pels llits dels rius Ubangui i Mbomou, al lloc del meridià de 17 graus i de latitud 4° nord. després continua al punt on es toquen les fronteres del Sudan del Sud, la República Centreafricana i la República Democràtica del Congo.
La frontera es va crear en 1960 quan la República Centreafricana i la República Democràtica del Congo van proclamar la independència. En els anys 1864-1960 la frontera separava el Congo Belga i l'Àfrica Equatorial Francesa, i el seu traçat definiu data del 1887.